# Walter Franco
Walter Rosciano Franco (San Paolo, 6 gennaio 1945 – San Paolo, 24 ottobre 2019) è stato un cantante, musicista e chitarrista brasiliano.

## Biografia
Per l'immagine da "duro" esibita in scena venne etichettato come "artista maledetto", pur essendo nella vita di tutti i giorni una persona particolarmente tranquilla e serena: mai rimase coinvolto in qualche scandalo o polemica.
Fece parte della Vanguarda Paulista - ancor prima che tale espressione fosse coniata dalla generazione di Arrigo Barnabé e Itamar Assumpção - coltivando un rock sperimentale, senza lasciarsi tentare da generi più popolari come la bossa nova o il Tropicalismo. Collaborò spesso con gli arrangiatori Rogério Duprat e Júlio Medaglia.
Il suo album più acclamato dalla critica fu Revolver, inciso nel 1975.
Nel 1979, col brano Canalha, ottenne il secondo posto al Festival da Tupy: eseguito con una voce lacerata, quasi un grido primordiale, provocò in Brasile una sorta di catarsi collettiva. La canzone venne inclusa nell'album Vela Aberta.
Cinque sue canzoni divennero vere e proprie hit radiofoniche: Cabeça, Seja Feita a Vontade do Povo, Coração Tranquilo, Respire Fundo e Vela Aberta.
I pezzi di Walter Franco sono stati eseguiti anche da artisti come Leila Pinheiro, Oswaldo Montenegro e Chico Buarque, oltre che dai gruppi rock Ira!, Venus Shirt, Pato Fu.
Fu a lungo vicepresidente di Abramus, una società preposta alla raccolta di diritti d'autore affiliata all'ECAD.
Walter Franco morì in un ospedale di San Paolo il 24 ottobre 2019 all'età di 74 anni, per le conseguenze di un ictus che l'aveva colpito due settimane prima. 

## Discografia
- 1973: Ou Não
- 1975: Revolver
- 1978: Respire Fundo
- 1979: Vela Aberta
- 1982: Walter Franco
- 2001: Tutano